# Mannar (dystrykt)
Dystrykt Mannar (syng. මන්නාරම දිස්ත්‍රික්කය, Mannarāma distrikkaya; tamil. மன்னார் மாவட்டம, Maṉṉār māvaṭṭam; ang. Mannar District) – jeden z 25 dystryktów Sri Lanki położony w zachodniej części Prowincji Północnej.  
Stolicą jest miasto Mannar, zamieszkane przez 35 817 mieszkańców (2011). Administracyjnie dystrykt dzieli się na pięć wydzielonych sekretariatów, z których największym pod względem powierzchni jest Madhu a najbardziej zaludnionym jest Mannar. Przez dystrykt przepływa rzeka Parangi Aru. 

## Ludność
W 2012 roku populacja dystryktu wynosiła 99 051 osób. Dominującą grupę ludności stanowią Tamilowie 81,74%. Maurowie lankijscy 16,24%, a Syngalezi 1,98%
Największą grupą religijną stanowią katolicy 57,48%, wyznawcy hinduizmu, 23,69%, dalej islamu 16,71% i buddyzmu 2,09%.

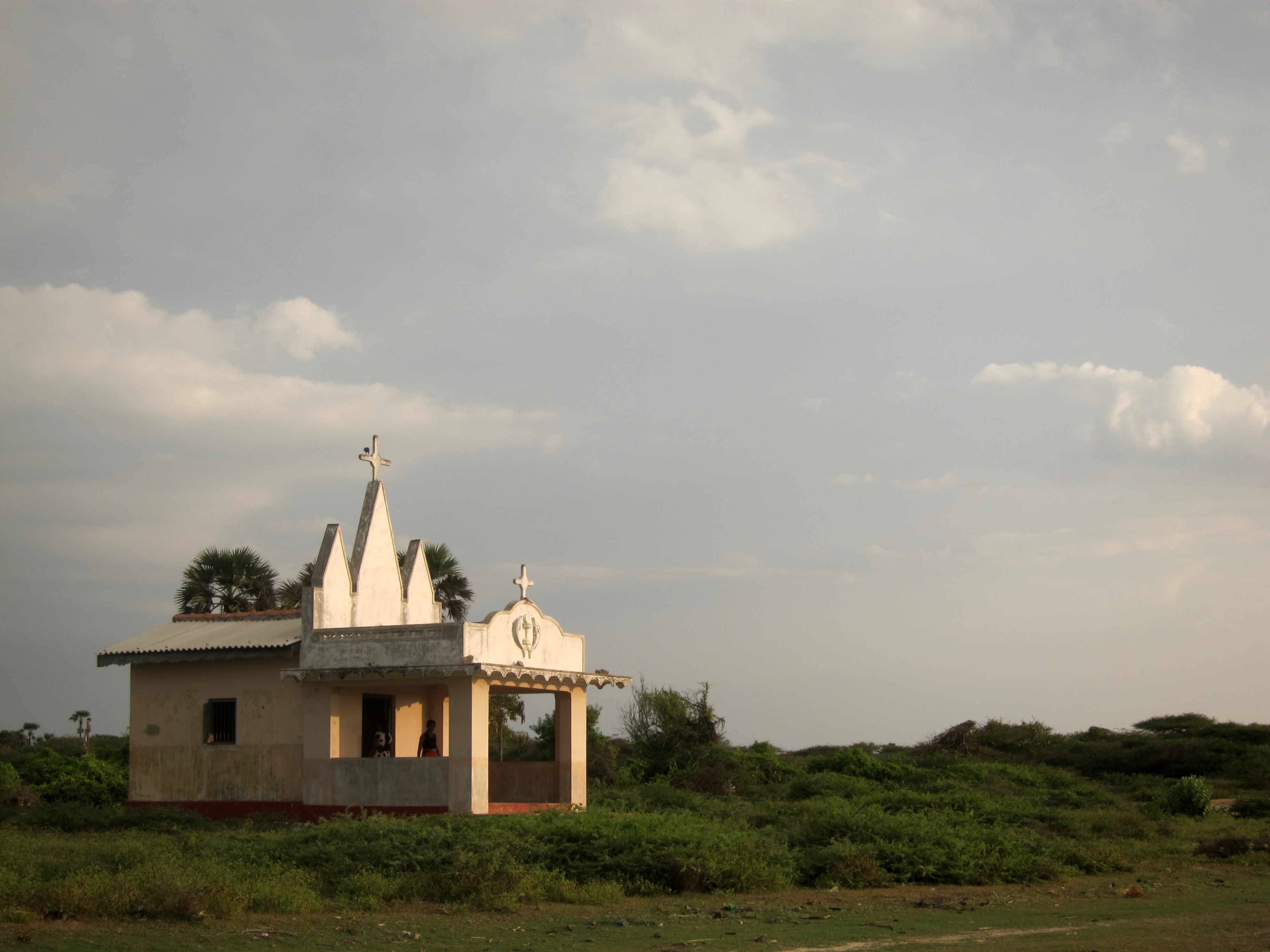
Kościół katolicki

## Historia
Od piątego wieku p.n.e. do trzynastego n.e obszar był pod władaniem Królestwa Radźarata a potem aż do czasów kolonialnych podlegał Królestwu Dżafna. Następnie rządzili tym terenem Portugalczycy, Holendrzy i Anglicy, którzy w 1815 roku przejęli kontrolę nad całym Cejlonem. Podzielenie na rejony etniczne całej wyspy poskutkowało utworzeniem w 1833 roku Prowincji Północnej, w składzie której rejon pozostał po odzyskaniu niepodległości. Podczas wojny domowej duża część dystryktu była pod kontrolą Tamilskich Tygrysów aż do 2008 roku, kiedy wojska rządowe odzyskały nad nim władzę.

## Turystyka
Na terenie dystryktu znajduje się kilka godnych uwagi atrakcji turystycznych:

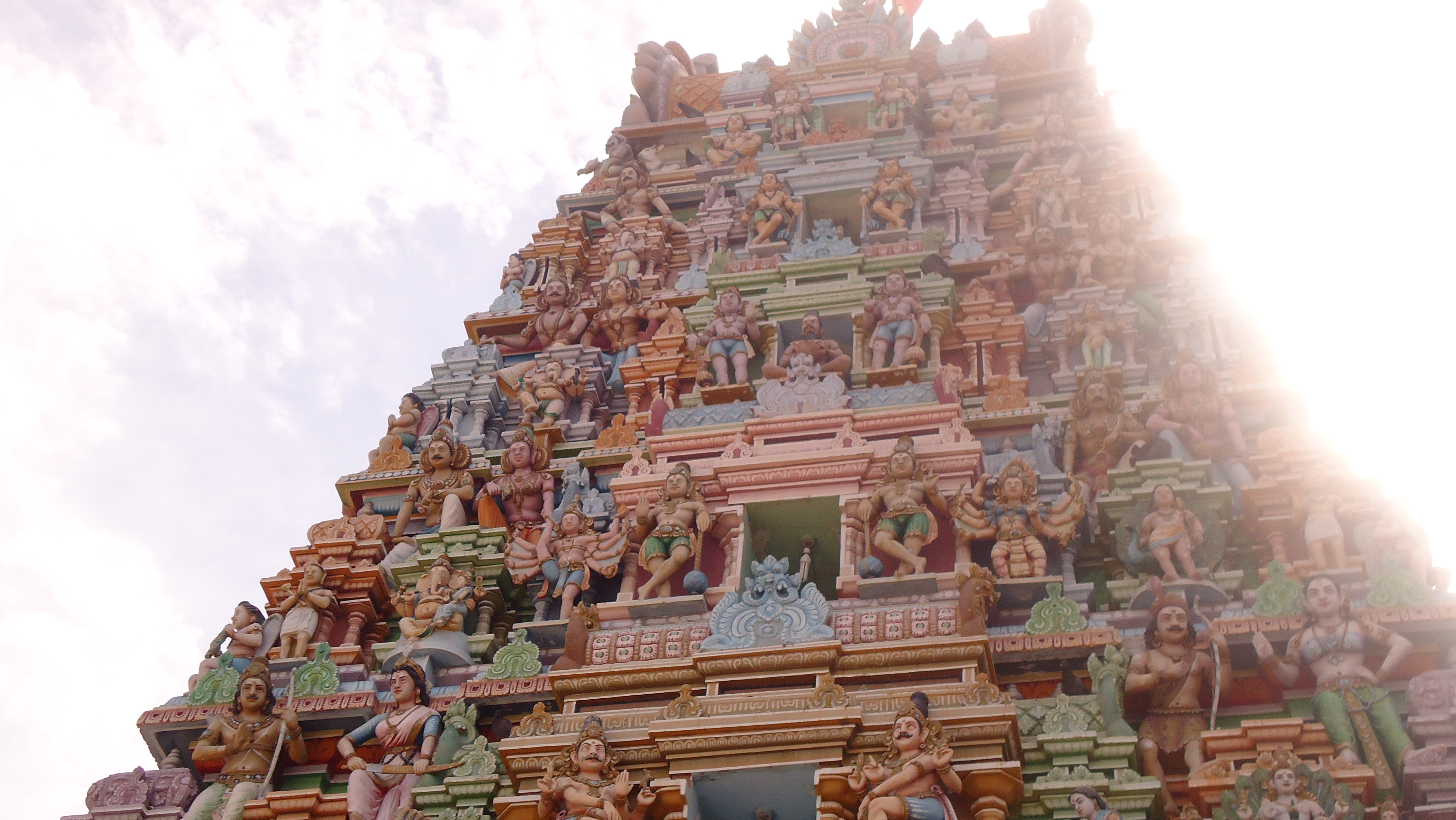
Świątynia Ketiswaram

Świątynia Ketiswaram to hinduski mandir, jeden z najstarszych na wyspie. Inskrypcje wskazują na 300 rok p.n.e. Poświęcona kultowi boga Śiwy. Złupiona i zniszczona przez Portugalczyków w 1505 roku została odbudowana w XX wieku.
Zbudowany przez Portugalczyków i przekazany Holendrom w 1658 roku fort wojskowy Arippu. 
Fort wojskowy Mannar z 1560 roku z którego roztacza się wspaniały widok na miasto Mannar. Kompleks jest dość dobrze zachowany, a stare holenderskie nagrobki dodają miejscu mistyki.
W dystrykcie rosną dziko liczne baobaby sprowadzone tu przez arabskich żeglarzy, aby karmić wielbłądy.